# نیروی هوایی

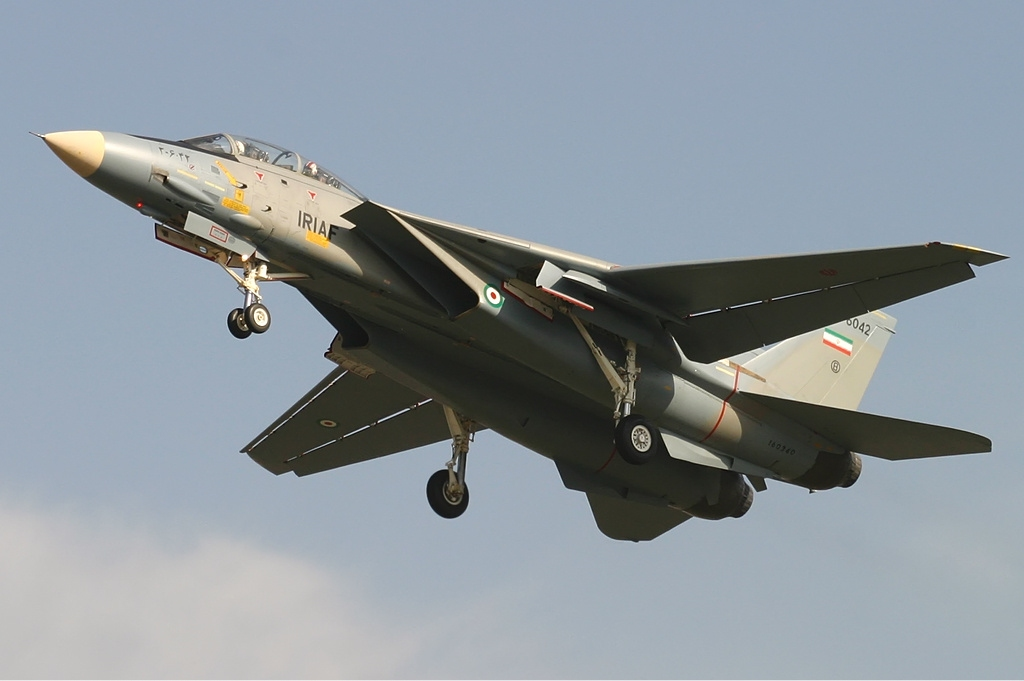
هواگرد اف-۱۴ تام‌کت نیروی هوایی ارتش جمهوری اسلامی ایران

نیروی هوایی در بیشتر کشورها بخشی از نیروهای مسلح هر کشور است که وظیفه رزم هوایی را به عهده دارد.
نیروی هوایی معمولاً از انواع هواگردها از جمله هواگردهای جنگنده و بمب‌افکن و ترابری استفاده می‌کند.
در بعضی از کشورها وظایف نظامی مربوط به فضا (مانند پرتاب و اداره ماهواره‌های جاسوسی یا موشک‌های قاره‌پیما) نیز به‌عهده نیروی هوایی آن کشور است.

## فهرست نیروهای هوایی
| ردیف | کشور                 | نام نیروی هوایی                                                                  | هواگرد (فروند) |
| ---- | -------------------- | -------------------------------------------------------------------------------- | -------------- |
| ۱    | ایالات متحده آمریکا  | نیروی هوایی ایالات متحده آمریکا                                                  | ۵۱۳۷           |
| ۲    | روسیه                | نیروی هوایی روسیه                                                                | ۴۷۸۱           |
| ۳    | چین                  | نیروی هوایی ارتش آزادی‌بخش خلق                                                    | ۳۰۱۰           |
| ۴    | هند                  | نیروی هوایی هند                                                                  | ۱۷۲۰           |
| ۵    | کره شمالی            | نیروی هوایی و ضدهوایی ارتش کره شمالی                                             | ۱۳۰۰           |
| ۶    | مصر                  | نیروی هوایی مصر                                                                  | ۱۱۳۶           |
| ۷    | پاکستان              | نیروی هوایی پاکستان                                                              | ۱۰۴۶           |
| ۸    | عربستان سعودی        | نیروی هوایی سلطنتی سعودی                                                         | ۸۴۴            |
| ۹    | بریتانیا             | نیروی هوایی سلطنتی بریتانیا                                                      | ۸۳۲            |
| ۱۰   | سوریه                | نیروی هوایی سوریه                                                                | ۸۱۲            |
| ۱۱   | ژاپن                 | نیروی هوایی دفاع‌ازخود ژاپن                                                       | ۷۷۷            |
| ۱۲   | ایتالیا              | نیروی هوایی ایتالیا                                                              | ۷۱۶            |
| ۱۳   | کره جنوبی            | نیروی هوایی جمهوری کره                                                           | ۷۰۰            |
| ۱۴   | فرانسه               | نیروی هوا و فضای فرانسه                                                          | ۵۲۰            |
| ۱۵   | اسرائیل              | نیروی هوایی اسرائیل                                                              | ۶۸۴            |
| ۱۶   | الجزایر              | نیروی هوایی الجزایر                                                              | ۶۸۲            |
| ۱۷   | ترکیه                | نیروی هوایی ترکیه                                                                | ۶۶۸            |
| ۱۸   | امارات متحده عربی    | نیروی هوایی امارات متحده عربی                                                    | ۵۷۳            |
| ۱۹   | برزیل                | نیروی هوایی برزیل                                                                | ۵۷۰            |
| ۲۰   | ایران                | نیروی هوایی ارتش جمهوری اسلامی ایران و نیروی هوافضای سپاه پاسداران انقلاب اسلامی | ۵۵۰            |
| ۲۱   | استرالیا             | نیروی هوایی سلطنتی استرالیا                                                      | ۴۷۷            |
| ۲۲   | آلمان                | لوفت‌وافه                                                                         | ۴۶۷            |
| ۲۳   | اردن                 | نیروی هوایی سلطنتی اردن                                                          | ۴۵۰            |
| ۲۴   | اسپانیا              | نیروی هوایی اسپانیا                                                              | ۴۱۴            |
| ۲۵   | یونان                | نیروی هوایی یونان                                                                | ۴۰۰            |
| ۲۶   | بولیوی               | نیروی هوایی بولیوی                                                               | ۵۹             |
| ۲۷   | هندوراس              | نیروی هوایی هندوراس                                                              | ۸۶             |
| ۲۷   | سورینام              | نیروی هوایی سورینام                                                              | ۳              |
| ۲۸   | ماداگاسکار           | نیروی هوایی ماداگاسکار                                                           | ۱۴             |
| ۲۹   | آرژانتین             | نیروی هوایی آرژانتین                                                             | ۱۳۹            |
| ۳۰   | آنتیگوآ و باربودا    | شاخه هوایی نیروی دفاعی آنتیگوآ و باربودا                                         | ۲              |
| ۳۱   | جمهوری آفریقای مرکزی | نیروی هوایی جمهوری آفریقای مرکزی                                                 | ۶              |
| ۳۲   | مالدیو               | نیروی دفاع ملی مالدیو                                                            | ۹              |
| ۳۳   | آلبانی               | نیروی هوایی آلبانی                                                               | ۴۹             |
| ۳۴   | ارمنستان             | نیروی هوایی ارمنستان                                                             | ۸۰             |
| ۳۵   | سوئد                 | نیروی هوایی سوئد                                                                 | ۲۰۷            |
| ۳۶   | آبخاز                | نیروی هوایی آبخازستان                                                            | ۱۵             |
| ۳۷   | سری‌لانکا             | نیروی هوایی سری لانکا                                                            | ۱۶۰            |
| ۳۸   | تاجیکستان            | نیروی هوایی تاجیکستان                                                            | ۲۶             |
| ۳۹   | عراق                 | نیروی هوایی عراق                                                                 | ۱۹۶            |
| ۴۰   | پرو                  | نیروی هوایی پرو                                                                  | ۱۷۴            |
| ۴۱   | تایوان               | نیروی هوایی جمهوری چین (تایوان)                                                  | ۵۷۷            |
| ۴۱   | لهستان               | نیروی هوایی لهستان                                                               | ۲۶۱ +          |